# Alan Rabinowitz
Alan Robert Rabinowitz (31. prosince, 1953 – 5. srpna 2018) byl americký zoolog, ochránce přírody a několik let vedoucí vědec v Panthera Corporation, což je nezisková organizace na ochranu divokých kočkovitých šelem. Časopisem Time byl otitulován jako "Indiana Jones ochrany divoké přírody". Studoval jaguáry, levharty obláčkové, asijské levharty, tygry, sumaterské nosorožce, medvědy, různé divoké kočky, mývaly a cibetky. 

## Mládí
Alan Rabinowitz, se narodil v prosinci 1953 Frankovi a Shirley Rabinowitzovým v Brooklynu (New York), ale brzy poté se rodina přestěhovala do Queens (New York). Rodina byla židovského původu. Už od dětství trpěl vadou řeči v podobě těžkého koktání. Neschopen komunikovat se svými vrstevníky a učiteli (své koktání výrazně eliminoval až když mu bylo 18 let), začal se intenzivně zajímat o živočichy, u nichž překážky v komunikaci neměl. Rozhodl se, že dá zvířatům hlas, že budou promlouvat skrze něj.
Později se Rabinowitz často zmiňoval o svém dětství v rozhovorech, přednáškách, knihách a dalších publikacích, aby vysvětlil, kde se u něj vzal zájem o ochranu přírody.
V roce 2008 jeho video The Colbert Report získalo popularitu na internetu. Působil i jako mluvčí pro Stuttering Foundation (SFA - volně možno přeložit jako "Koktací nadace").
V roce 1974 získal titul bakaláře biologie a chemie na Western Maryland College (nyní McDaniel College) ve Westminsteru (Maryland). Titul magistr (M. S.) obdržel v roce 1978 a doktorem (Ph.D.) se stal v roce 1981. Oborem, v němž doktorát získal, byla ekologie (tématem jeho disertace byli mývalové) na University of Tennessee.

## Kariéra
Předtím, než společně s podnikatelem a filantropem Thomasem Kaplanem založili v roce 2006 organizaci Panthera, působil téměř 30 let v Science and Exploration Division v rámci Wildlife Conservation Society (Společnost na ochranu divoké přírody). Pracoval jako biolog na různých místech světa, především v Americe a Asii, kde prováděl výzkumy a jednal s místními lidmi a úřady. Jeho mentorem, učitelem a kolegou byl George Schaller, který ho vyslal na první velkou misi - za jaguáry do Belize v roce 1984.
Když koncem 90. let 20. století pracoval v Myanmaru v údolí Hukaung, objevil čtyři nové druhy savců, včetně nejprimitivnějšího jelena na světě muntžaka listového (Muntiacus putaoensis). Jeho práce v Myanmaru vedla k vytvoření celkem pěti chráněných oblastí. Za prvé šlo o první mořské chráněné území ve státě Národní park Lampi Island; za druhé se jednalo o NP Hkakabo Razi; za třetí to byla největší chráněná oblast ve státě Hukaung Valley Wildlife Sanctuary; za čtvrté šlo o jednu z největších tygřích rezervací na světě Hukaung Valley Tiger Reserve; za páté to byl NP Hponkhan Razi, jenž propojoval NP Hkakabo Razi a Hukaung Valley. Celkově šlo o komplex více než 5000 čtverečních mil velký.
Spolupodílel se rovněž na vytvoření prvního chráněného území pro jaguáry Cockscomb Basin Jaguar Preserve v Belize. Na Tchaj-wanu se výrazně zasadil o vytvoření přírodní rezervace Tawu Mountain. V Thajsku provedl první terénní výzkumy tygrů indočínských, levhartů indočínských a koček bengálských a měl vliv na zařazení rezervace Huai Kha Khaeng do seznamu světových biosférických rezervací UNESCO.
Jedním z jeho úspěchů byla konceptualizace a implementace tzv. Jaguářího koridoru (Jaguar Corridor), což je série koridorů, které spojují jednotlivá centra výskytu jaguárů od Mexika až po Argentinu. Rabinowitz podobnou iniciativu vyvíjel i pro tygry (Panthera's Tiger Corridor Initiative), se zvláštním zaměřením na Indo-himálajský region. Tento jeho projekt stál i za vytvořením dokumentárního seriálu BBC z roku 2010 s názvem Lost Land of the Tiger. V Bhútánu přitom došlo k objevu "ztracené" tygří populace, která žila ve vyšších nadmořských výškách než se do té doby o tygrech vědci domnívali.
Po založení organizace Panthera se stal nejprve jejím prezidentem, ale později přešel do funkce vedoucího vědce (Chief scientist), kde dohlížel na organizování výzkumných a ochranářských programů zaměřených především na tygry, lvy, jaguáry a irbisy a v druhé řadě na pumy, gepardy a levharty.
Alan Rabinowitz je autorem více než sta vědeckých či popularizačních článků a osmi knih.

## Osobní život
Alan Rabinowitz byl ženatý. V roce 1992 si vzal Salisu Sathapanawath, s níž se potkal v Thajsku. Měli spolu dvě děti.
V roce 2001 mu byla diagnostikována chronická lymfatická leukémie, s níž se pak potýkal mnoho let.
Zemřel 5. srpna 2018 na rakovinu.

## Ocenění
2004: Our Time Theatre Company Award
2004: Lowell Thomas Award – New York Explorer’s Club
2005: George Rabb Conservation Award – Chicago Zoological Society
2005: Flying Elephant Foundation Award
2006: Kaplan Big Cat Lifetime Achievement Award
2008: International Wildlife Film Festival Lifetime Achievement Award
2010: Cincinnati Zoo Wildlife Conservation Award
2011: Jackson Hole Lifetime Achievement Award in Conservation

## Knihy
| Rok  | Název                                                                                     |
| ---- | ----------------------------------------------------------------------------------------- |
| 1986 | Jaguar: One Man’s Struggle to Establish the First Jaguar Preserve.                        |
| 1991 | Chasing the Dragon’s Tail: The Struggle to Save Thailand’s Wild Cats.                     |
| 1993 | Wildlife field research and conservation training manual.                                 |
| 2001 | Beyond the Last Village: A Journey of Discovery in Asia’s Forbidden Wilderness.           |
| 2005 | People and Wildlife: Conflict or Coexistence?                                             |
| 2008 | Life in the Valley of Death: The Fight to Save Tigers in a Land of Guns, Gold, and Greed. |
| 2014 | An Indomitable Beast: The Remarkable Journey of the Jaguar.                               |
| 2014 | "A Boy and a Jaguar."                                                                     |